# Anticarsia
Anticarsia  es un género de lepidópteros perteneciente a la familia Noctuidae. Es originario de Norteamérica.

## Especies
- Anticarsia distorta Hampson, 1926
- Anticarsia gemmatalis Hübner, 1818
- Anticarsia irrorata (Fabricius, 1781)